# Мерафхе, Момпати
Момпати Себогоди Мерафхе (англ. Mompati Sebogodi Merafhe; 6 июня 1936, Серове — 7 января 2015, Габороне) — ботсванский государственный деятель, генерал-лейтенант, вице-президент Ботсваны (1 апреля 2008 — 31 июля 2012), до этого с 1994 года занимал пост министра иностранных дел страны.

## Биография
Свою службу начал в 1960 году; в должности констебля полиции Бечуаналенда.
В 1971 году начал свою карьеру в полиции Ботсваны, затем был назначен заместителем комиссара полиции. В 1977 году первый президент страны Серетсе Кхама предложил ему сформировать Силы обороны Ботсваны. На этом посту создал «с нуля» одну из самых дисциплинированных и профессиональных армий среди развивающихся стран.
В 1989 году был назначен министром по делам президента и государственной администрации.
В 1991 году избран в центральный комитет Демократической партии Ботсваны, в 1994 году — в парламент.
С 1994 по 1 апреля 2008 года занимал пост министра иностранных дел страны. В этот период он избирался председателем группы министров Содружества действий (CMAG) (1995—2002) и президентом АКТ (2003—2004).
В 2008 году назначен Яном Кхамой вице-президентом страны.
Также избирался председателем Национального совета спорта Ботсваны и президентом Национального олимпийского комитета.
В 1988 году ему было присвоено звание генерал-лейтенанта. В 2011 году был удостоен высшей награды страны Naledi ya Botswana.
Умер утром 7 января 2015 года в возрасте 78 лет после многолетних осложнений со здоровьем.